# Национальная жандармерия Франции
Национальная жандармерия Французской республики (фр. Gendarmerie nationale) — формирования судебного конвоя, региональной и военной полиции (жандармерия) Французской Республики двойного подчинения (Министерству внутренних дел  и Министерству обороны  Французской Республики). 
Наряду с Национальной полицией являются важнейшей составной частью административного аппарата исполнительной власти и правоохранительной системы Французской Республики.
Национальная жандармерия Французской Республики подчинена как Министерству обороны (как составная часть ВС Республики), так и Министерству внутренних дел (как составная часть системы национальной (государственной) полиции).

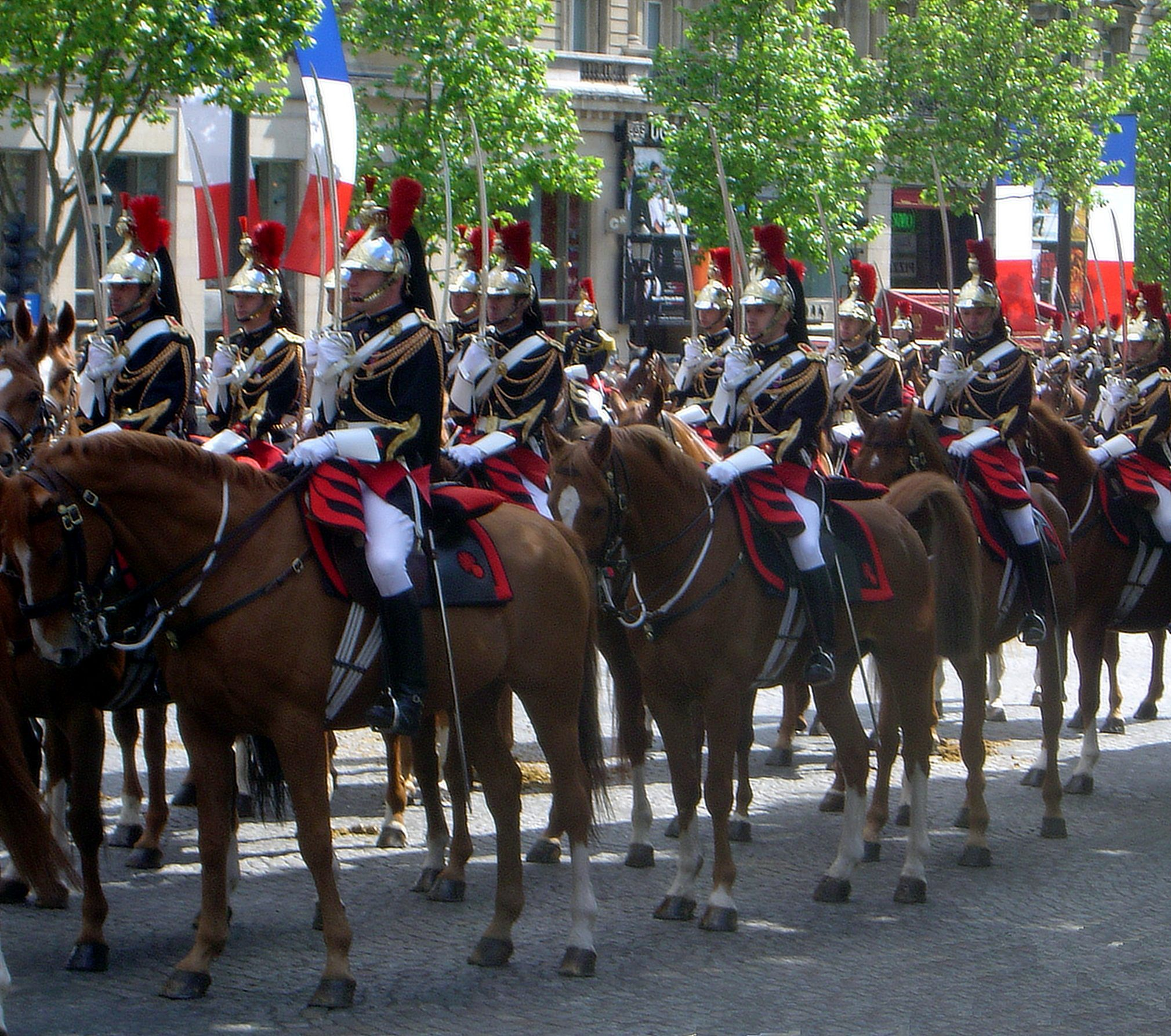
Республиканская гвардия Франции на параде

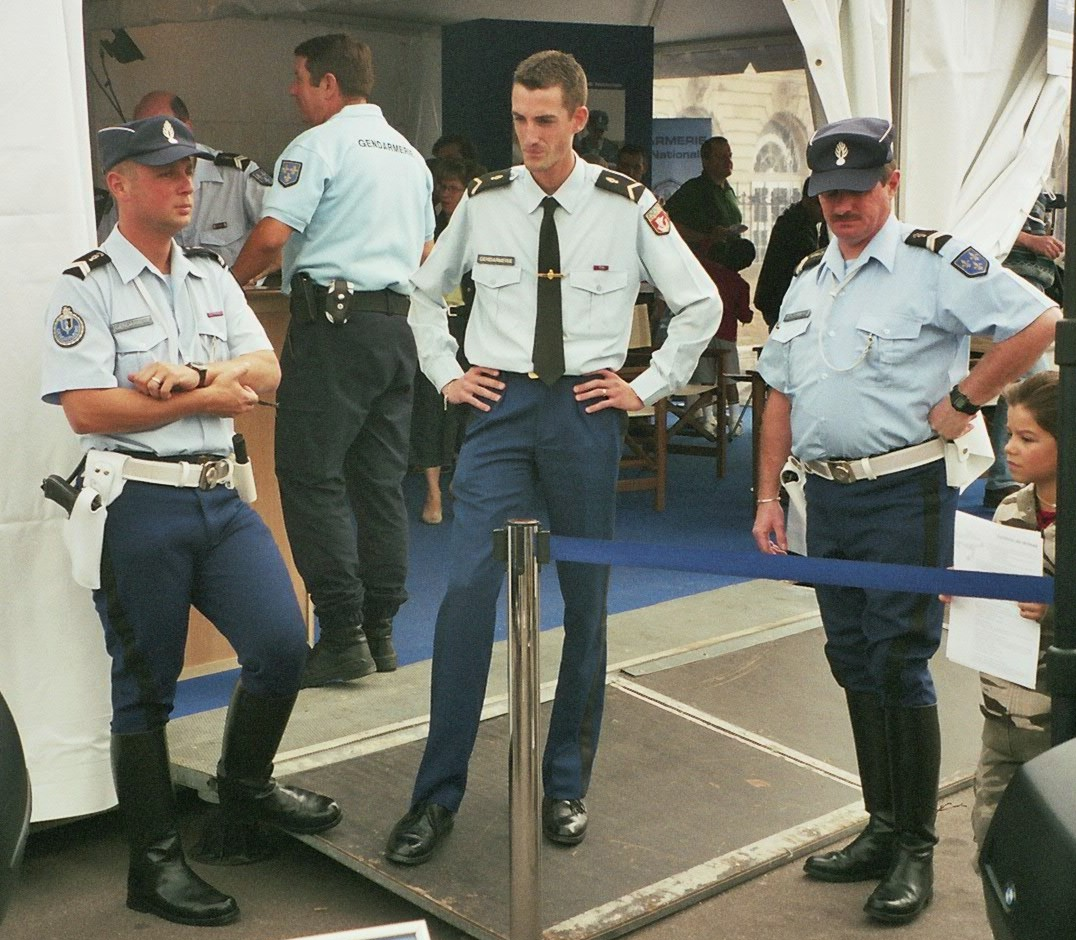
Сержанты региональной жандармерии и младший жандарм Гвардейской жандармерии (в центре)

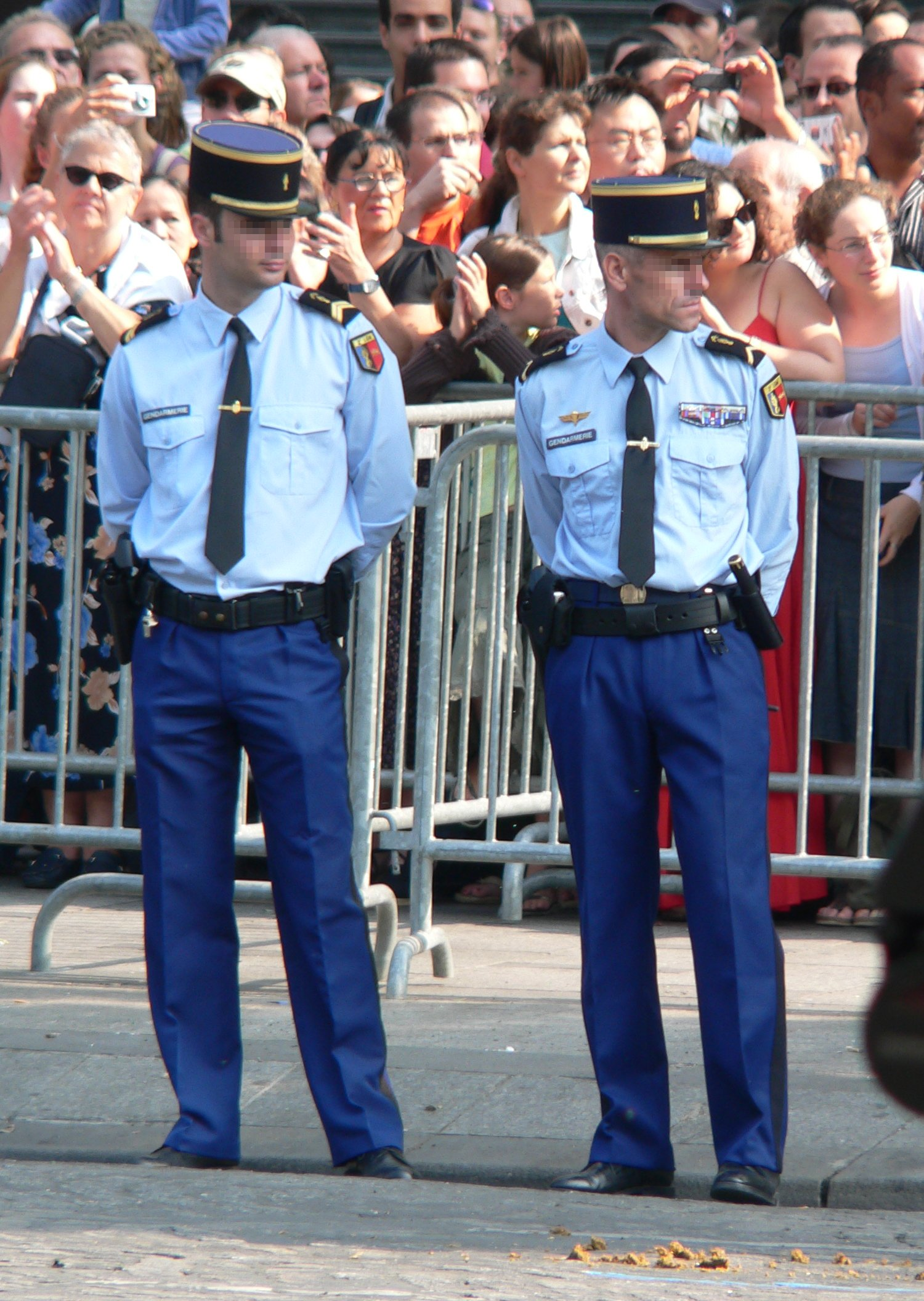
Сержант и жандарм жандармерии быстрого реагирования в оцеплении на праздновании дня Республики (14 Июля)

- В интересах ВС Французской Республики Национальная жандармерия исполняет функции: военной полиции, частей по охране тыла и объектов особой важности.
- В интересах МВД Французской Республики Национальная жандармерия исполняет следующие административные (полицейские) функции: внутренних войск, подразделений государственной охраны (охрана президента Республики, охрана членов кабинета министров Республики), подразделений охраны государственных объектов (правительственных резиденций, органов государственной власти), подразделений охраны присутственных судебных мест, подразделений охраны объектов особого назначения (в том числе АЭС), дорожной полиции.

В малых населенных пунктах с населением до 20 тыс. жителей и в сельской местности в департаментах части региональной жандармерии выполняют функции территориальных отделов и подразделений МВД, включая процессуальные и следственные действия (в составе частей региональной жандармерии имеются отделы и подразделения уголовного розыска, криминалистические и следственные отделы и подразделения), а помимо этого, в составе Национальной жандармерии имеется Научно-исследовательский институт судебно-медицинской и криминалистической экспертизы. Кроме того, военнослужащие Национальной жандармерии занимаются охраной присутственных мест судебной системы и несут конвойные функции в судах.
Помимо правоохранительных функций, Национальная жандармерия занимается также спасательными работами, в том числе в горной местности.
Таким образом, служба частей и подразделений Национальной жандармерии носит межведомственный характер и регулируется внутренними инструкциями трёх министерств: Министерства внутренних дел, Министерства обороны и Министерства юстиции Республики.

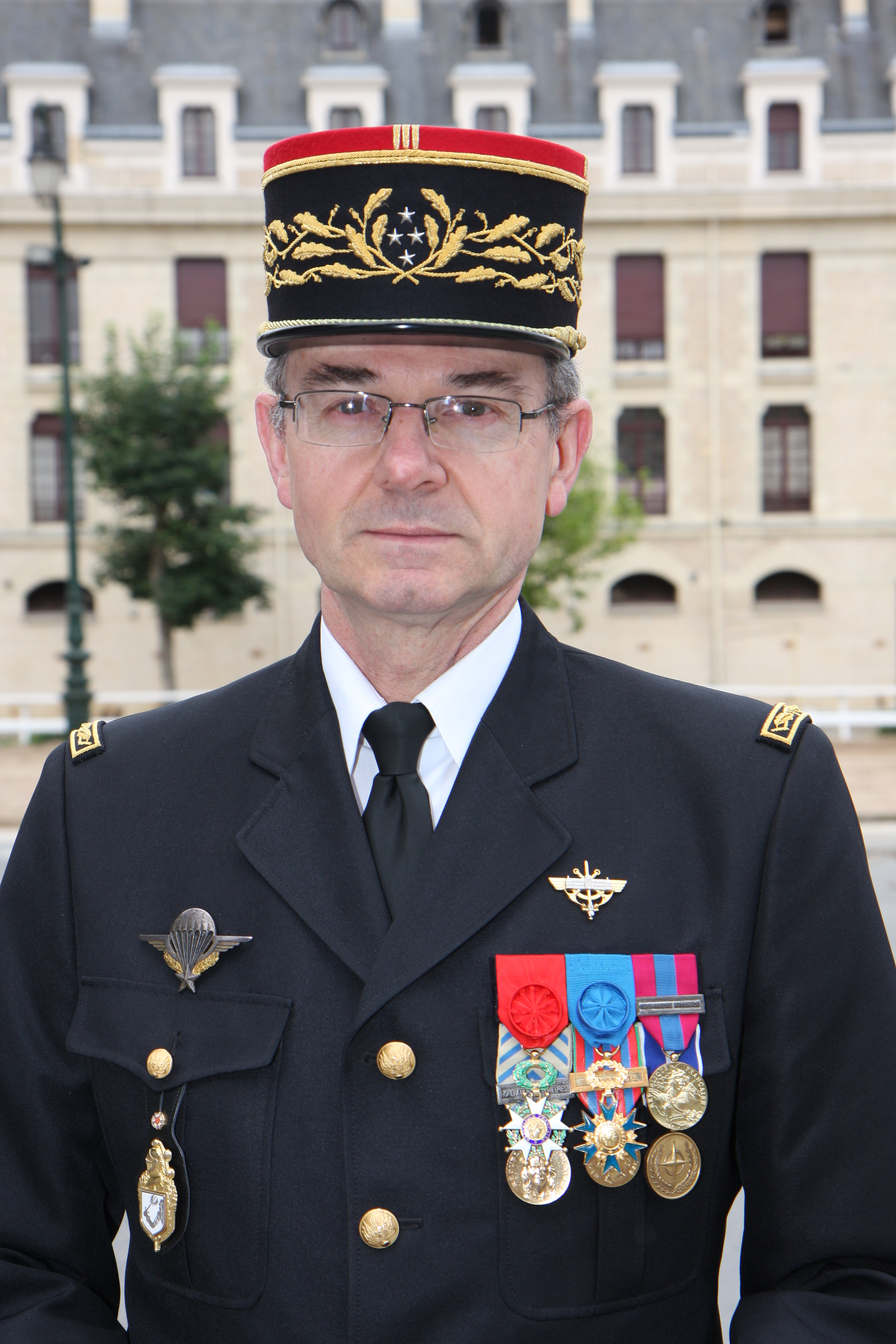
Командир Национальной жандармерии генерал армии Ришар Лизюре

## История

### Военная полиция Франции при ранней монархии и Старом порядке
История жандармерии имеет корни в средневековой истории. Во Французском королевстве административные функции по полицейскому надзору в Вооружённых силах возлагались на т. н. конно-полицейскую стражу, которая быстро получила достаточно широкие функции и гражданского административного надзора. Королевская военная полиция «маршалов» получила административные полномочия во многих населенных пунктах и департаментах королевства, за исключением самых крупных провинций и столичного парижского района, охраняемого столичной гвардией.
Первоначально военные маршалы исполняли функции административного надзора в войсках и предотвращения преступлений военнослужащих, а также преследованием и арестом бежавших иностранных наёмников в тылах войск, наиболее активно действуя в районах боевых действий и тылах французских королевских войск во время Столетней войны (тогда же королевских военных маршалов начали неофициально называть полевой жандармерией (вооружённой полицией). Исполняя функции охраны тыловых районов и имея полномочия на арест и задержание военных преступников, королевские маршалы все более широко брали де-факто полицейские функции в сельских районах, где в основном, велись боевые действия. Начиная с XVI века исполнительные органы центральной власти дают военной полиции все более широкие полномочия в отношении административного надзора за гражданским населением. К 1720 г. при каждой провинции (генеральстве) Франции имелись бригады военных маршалов (по пять военных полицейских) по одной бригаде на 15-20 км² — зона юрисдикции окружного военно-полевого суда.

### Революционная жандармерия
В 1791 году французское революционное правительство окончательно упразднило институт королевских маршалов и сформировало Национальную жандармерию (корпус жандармов) для наблюдения за сохранением порядка в Вооружённых силах и внутри государства. При монархии жандармами называлась личная гвардия (телохранители) короля (Gens d`armes), после революции жандармы приняли на себя функции упраздненных военных маршалов. При воинских частях и в тылу действующих армий находились особые жандармские команды, которые исполняли обязанности военной полиции, а в зоне боевых действий жандармы в том числе обеспечивали сбор и отправку в тыл раненых и убитых в бою. Мало-помалу слово «жандармы» и в других государствах, вытеснив прежние названия земских егерей, земских рейтаров, полицейских гусар, полицейских драгун и прочих, стало означать особый род государственной полиции (пешей или, чаще, конной), имеющей военную организацию и подразделяющейся на собственно жандармов и на полевых жандармов, состоящих при войсках.
Также в качестве гражданских административных органов жандармы должны были содействовать поимке бродяг, арестантов и контрабандистов, исполнению воинской повинности и набору рекрутов, а в случае необходимости оказывали вооружённую помощь местным властям при беспорядках и волнениях на местах.

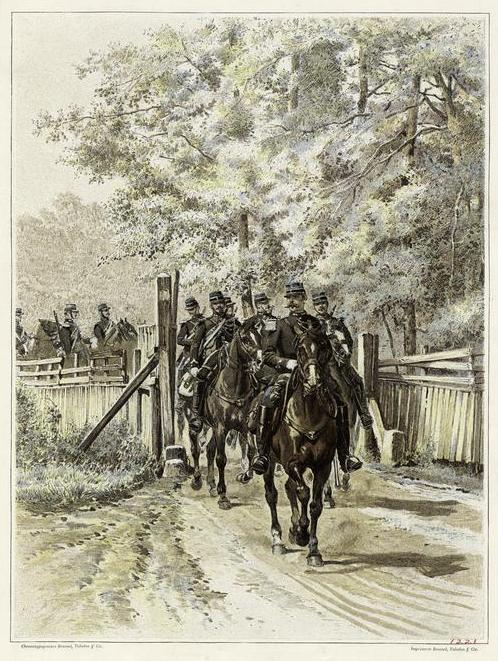
Жандармы, 1885 год

Во Франции жандармерия, замененная после июльской революции муниципальной гвардией, была восстановлена в 1854 году Наполеоном III. На данный момент Национальная жандармерия Французской республики состояла из 91 полицейской роты, сведённых в 27 полков (легионов) внутренних войск МВД (от 2 до 6 рот в каждом). В начале XX века Национальная жандармерия подразделялась на части департаментского подчинения (подвижные батальоны МВД, bataillons mobiles, для охраны депутатского корпуса) (22 тыс. нижних чинов и 685 офицеров), и столичные (гвардейские, garde républicaine) части (3890 нижних чинов и 131 офицер).
Жандармерия Первой французской республики насчитывала 25 полков (дивизий), 50 эскадронов конной полиции, 100 рот военной полиции и 2000 окружных бригад. Национальная жандармерия Первой республики включала в себя также части морской жандармерии по охране военных портов и арсеналов ВМС.
Основные гражданские задачи, поставленные жандармерии Первой республики, включали в себя:
- гражданский полицейский надзор (патрулирование сельских районов, борьба с бродяжничеством, конвоирование заключённых, контроль и охрана порядка в общественных местах);
- гражданский процессуальный надзор (осмотр и описание мест преступлений, открытие производства по уголовным делам, допросы и опросы свидетелей, процессуальные действия — обыски, аресты и т. д. — по ордерам судебной власти).

32-я дивизия (32-й полк) революционной жандармерии успешно участвовала в битве при Ондскоте (1793 г.), где подтвердились боевые качества и выучка жандармских частей.
Во время Консульства и далее Империи Наполеона революционная жандармерия получила органы управления рода войск (генеральную инспекцию жандармерии, inspection générale). Уровень организации и выучки жандармерии очень способствовал её высокой эффективности в борьбе с дезертирством и тяжкими преступлениями военнослужащих в сельской и тыловой полосе французских войск во время войн в Европе.

## Современная организация

### Генеральная дирекция национальной жандармерии (фр.Direction générale de la Gendarmerie nationale (DGGN))

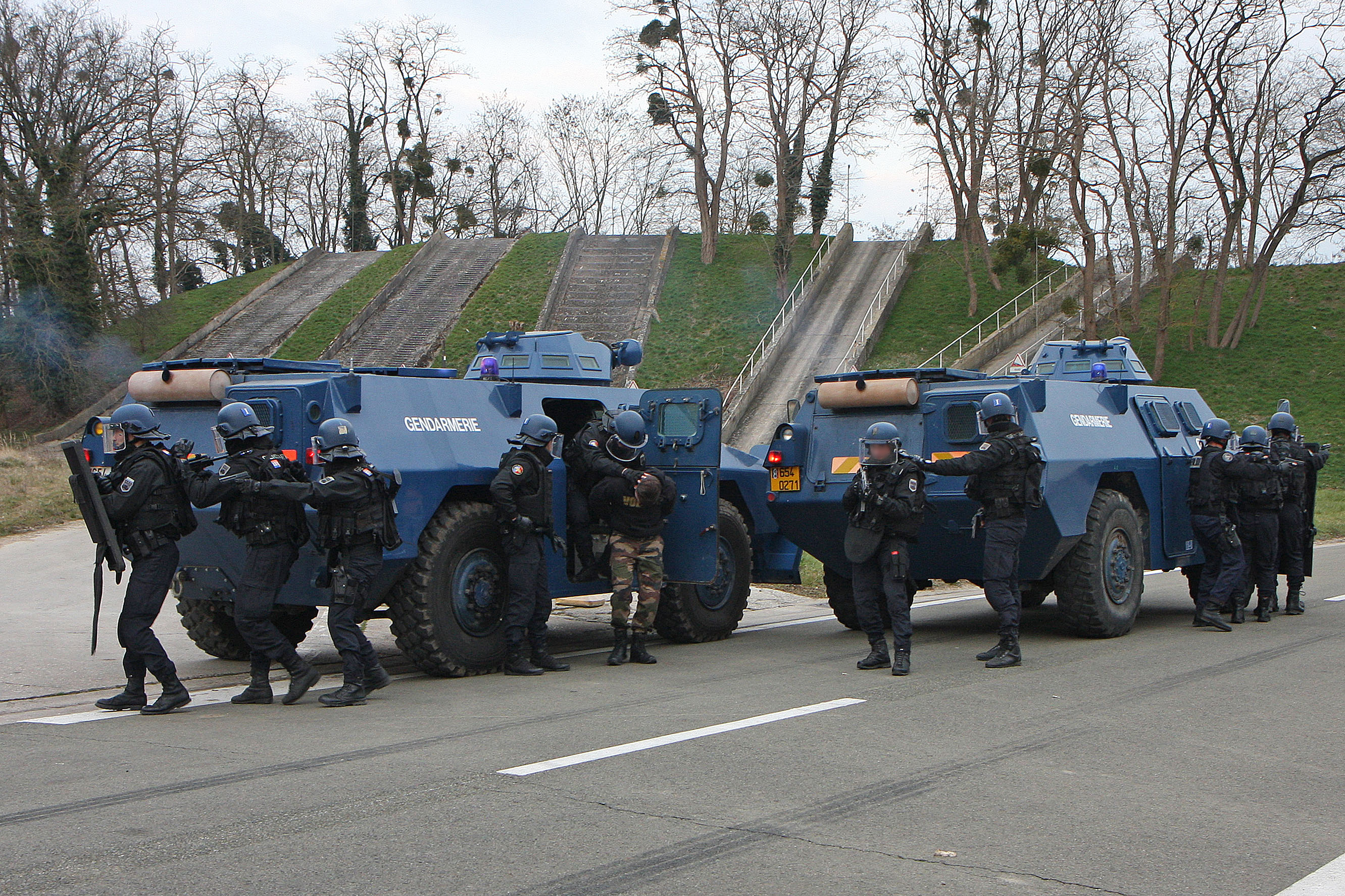
Бойцы бронеполка жандармерии (GBGM)

- Республиканская гвардия (фр. Garde républicaine (GR)) — отдельный род войск по обеспечению охраны Президента и премьер-министра Республики, официальных резиденций и Парламента. Включает в себя кавалерийский полк (Le régiment de cavalerie), 1-й и 2-й пехотные полки (1er/2e régiment d’infanterie), оркестр (Orchestre de la garde républicaine) и хор Сухопутных войск (Chœur de l'Armée française). Общая численность до 3 тыс. чел.
- Департаментальная жандармерия (фр. Gendarmerie Départementale (GD)) — полиция в н.п. с населением менее 10 тыс. чел. Действует в каждом департаменте. До 2/3 (62 тыс. чел.) личного состава. В каждом департаменте, в зависимости от территории, имеются полицейские участки (brigades territoriales, всего 3,6 тыс.), рота или батальон департаментальной жандармерий (groupements/compagnies de gendarmerie départementale). В состав департаментальной жандармерии входят также подразделения, выполянющие функции дорожной полиции[10].
- Мобильная жандармерия (фр. Gendarmerie mobile (GM)) — внутренние войска в семи военных округах (régions zonales) метрополии.

- Броневая группировка (отдельный батальон) мобильной жандармерии (фр. Groupement blindé de gendarmerie mobile (GBGM)), французской эквивалент ОДОН)
- 17 группировок (батальонов) мобильной жандармерии (фр. Groupement de gendarmerie mobile (GGM)) — более ста моторизованных рот (по 115 чел.).

- Жандармерия заморских территорий (фр. Gendarmerie d'outre mer (GOM)) — полиция и внутренние войска в 8 заморских  заграничных департаментах (COMGEND Guyane, Mayotte, Polynésie Française, Saint Pierre et Miquelon, La Réunion, Nouvelle Calédonie, La Martinique, Guadeloupe), посольская охрана (gardes de sécurité des ambassades) и группировка (полк) быстрого реагирования (Groupement des opérations extérieures (GOPEX)).

### Специализированные части жандармерии (фр.Formations de gendarmerie spécialisées)

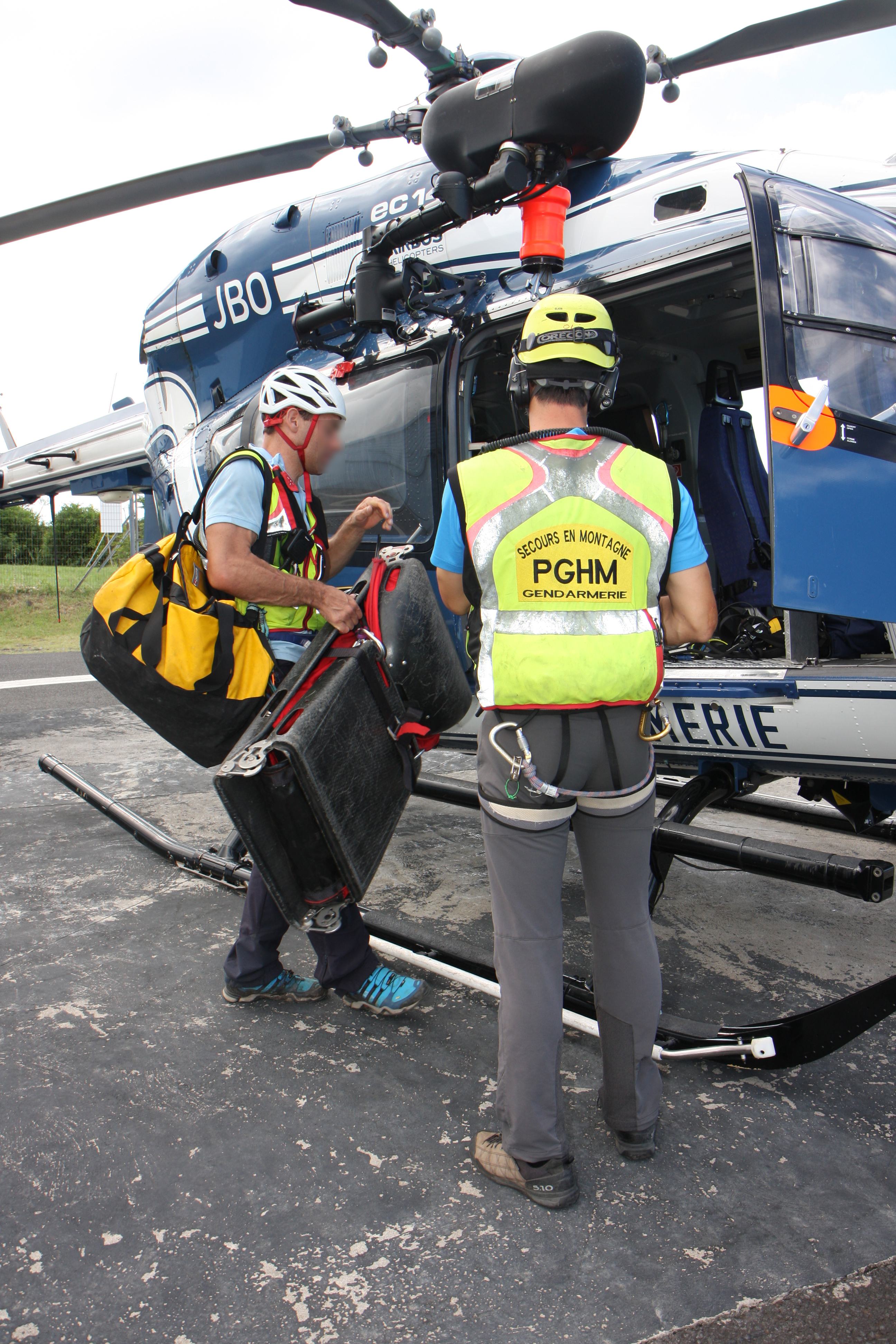
Спасатели взвода горной жандармерии (PGHM) Реюньона

- Группа оперативного вмешательства (фр. Groupe d'intervention de la Gendarmerie nationale (GIGN)) — антитеррористическое подразделение
- Морская жандармерия (фр. Gendarmerie maritime) — береговая охрана и военная полиция ВМС Франции.
- Воздушная жандармерия (фр. Gendarmerie de l'air) — военная полиция и следственная служба ВВС Франции
- Дисциплинарная жандармерия (фр. Gendarmerie prévôtale) — военная полиция в экспедиционных частях Сухопутных войск
- Воздушно-транспортная жандармерия (фр. Gendarmerie des transports aériens) — обеспечение безопасности аэропортов, а также проведение расследований в связи с происшествиями в гражданской авиации.
- Жандармерия военной промышленности (фр. Gendarmerie de l'armement).
- Жандармерия безопасности ядерных объектов (фр. Gendarmerie de la sécurité des armements nucléaires).
- Авиационная служба (фр. Forces aériennes de la Gendarmerie nationale (FAGN))
- Группы разведки и вмешательства в опасных условиях (фр. Groupes de reconnaissance et d’intervention en milieu périlleux (GRIMP))
- Взводы горной жандармерии (фр. Pelotons de gendarmerie de haute montagne (PGHM))
- Центр кризисного планирования и управления (фр. Centre de planification et de gestion de crise (CPGC))
- НИИ криминалистики (фр. Institut de recherche criminelle de la Gendarmerie nationale (IRCGN))
- Служба обработки информации (фр. Service du traitement de l'information de la Gendarmerie (STIG))
- Корпус технической и административной поддержки (фр. Corps de soutien technique et administratif de la Gendarmerie nationale (CSTAGN))
- Органы подготовки персонала (фр. Organismes de formation du personnel)
- Административные органы и тыловое обеспечение (фр. Organismes d'administration et de soutien)

## Транспортные средства жандармерии

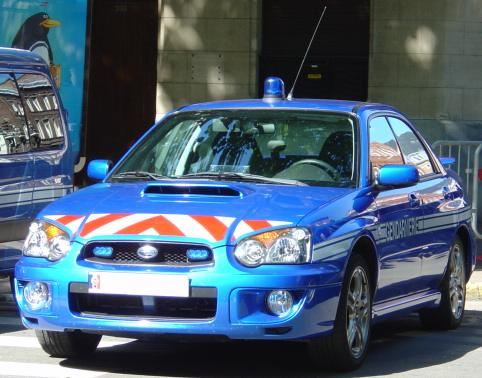
Автомобиль Subaru Impreza с синей окраской
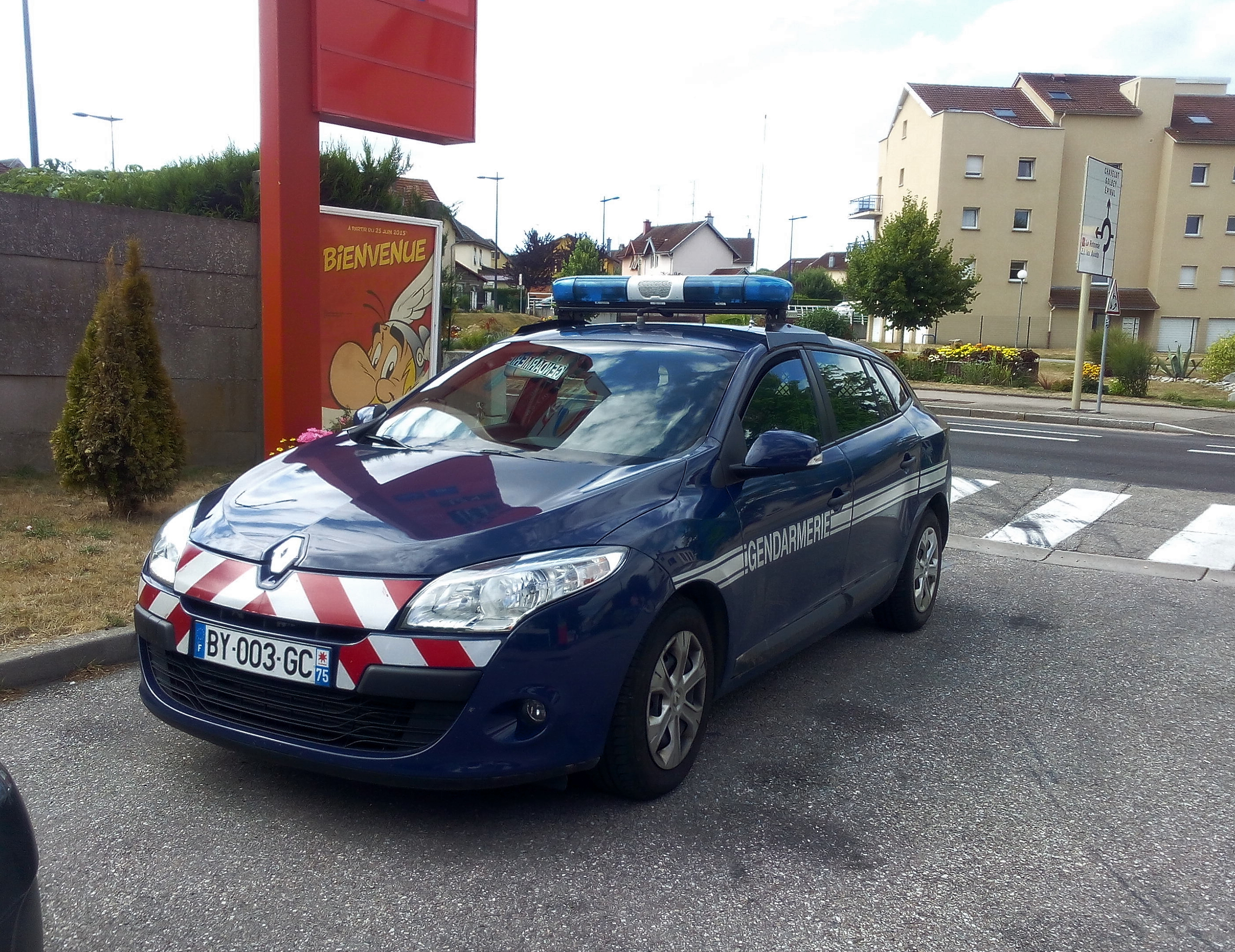
Renault Mégane III
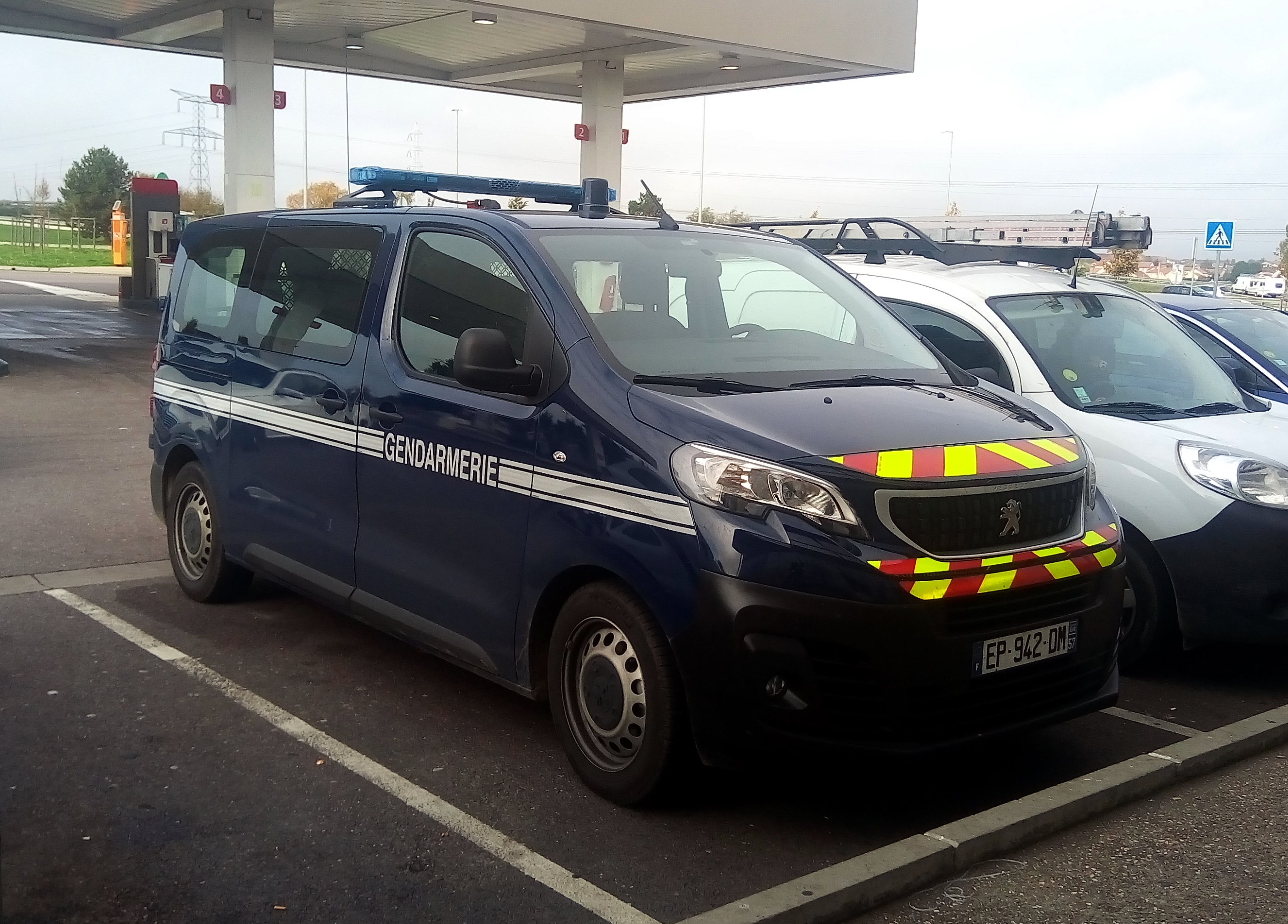
Peugeot Expert III
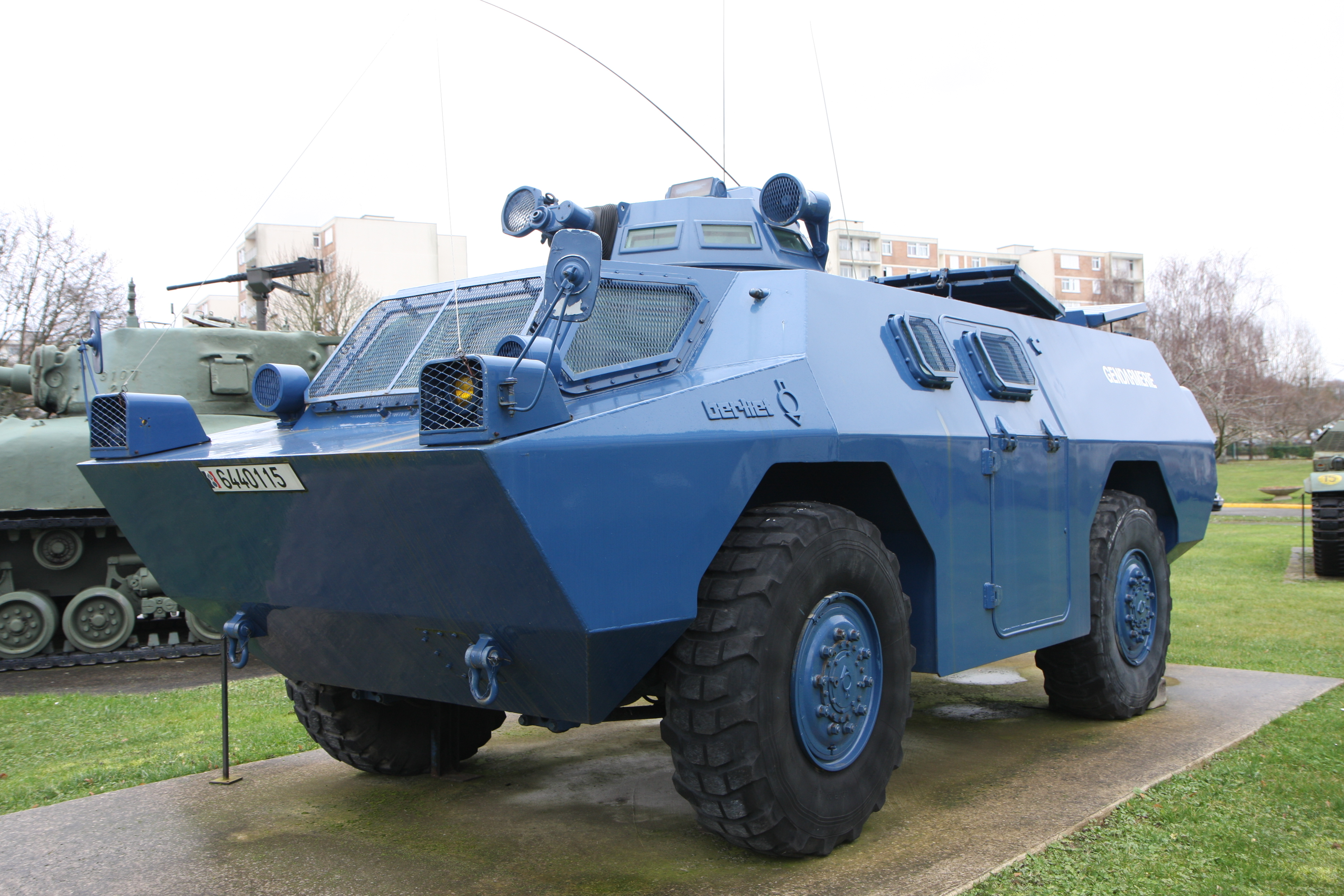
VBRG-2[фр.]
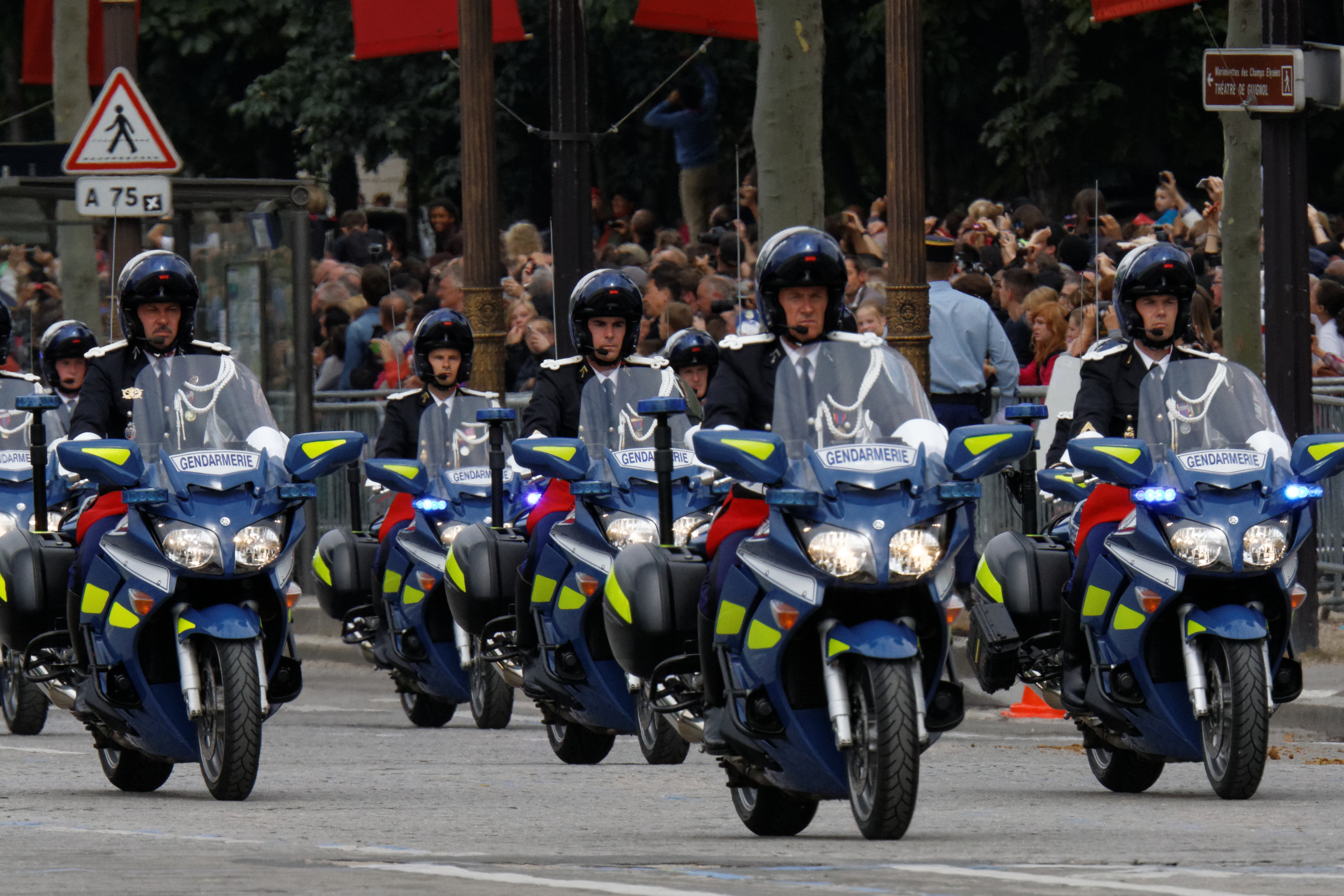
Yamaha TDM[англ.]
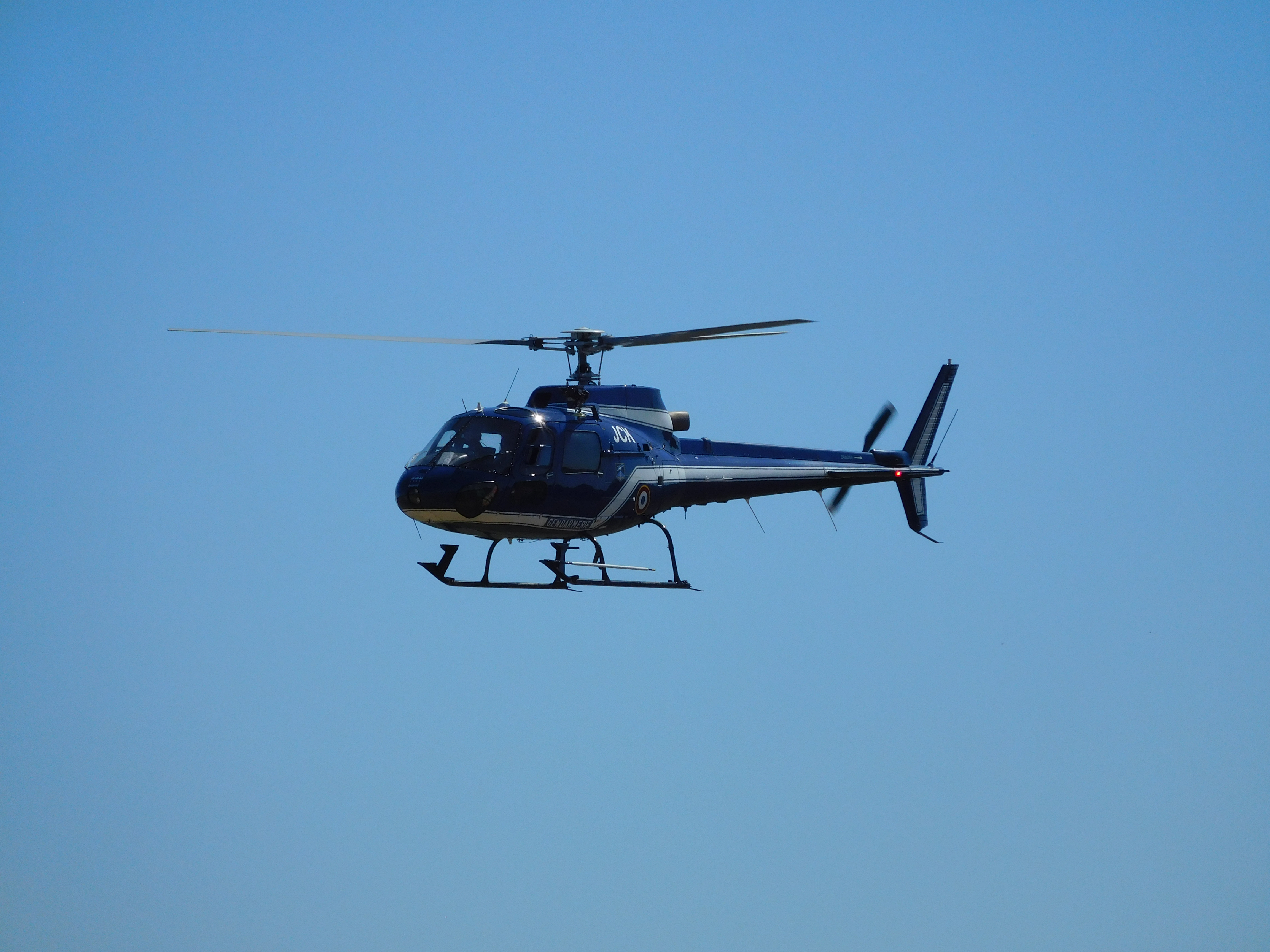
Aérospatiale AS.350 Écureuil
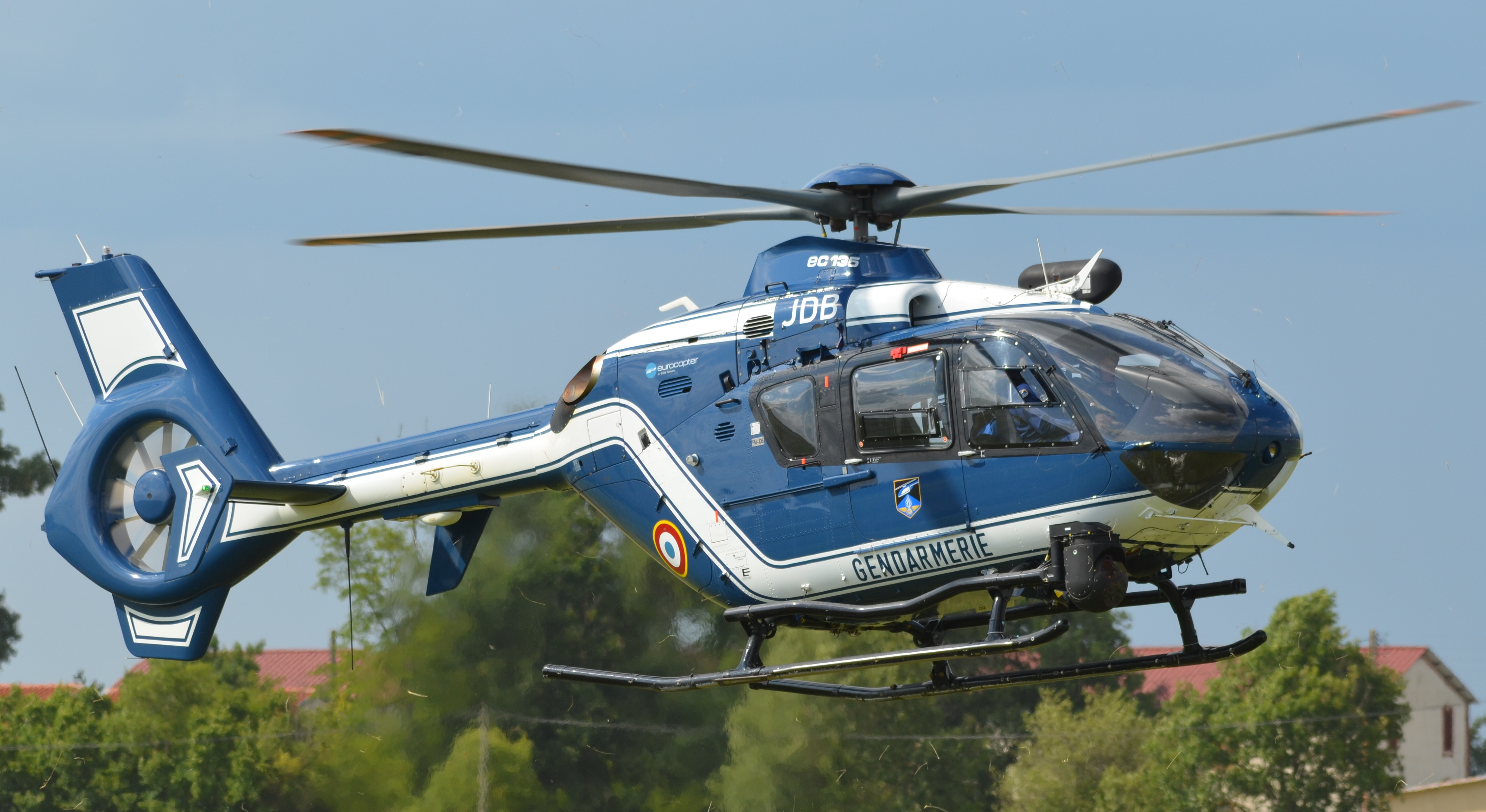
Eurocopter EC135

## Чины и ранги Национальной жандармерии

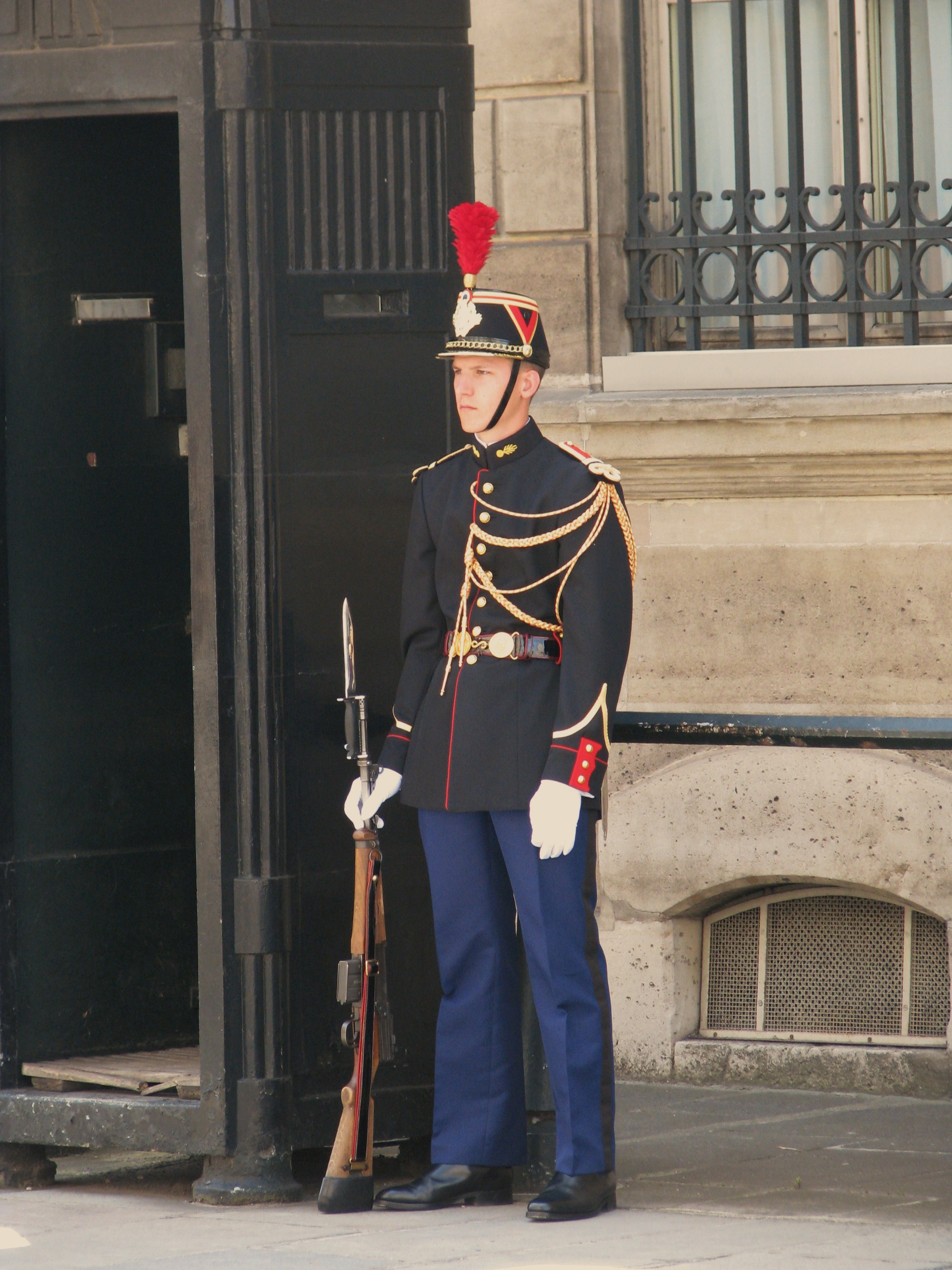
Стрелок Республиканской гвардии на посту охраны Елисейского дворца

### Генеральский состав
| Код НАТО JAV atitikmuo | Знаки различия | Наименование чина Русский перевод          | Звание ВС РФ      |
| ---------------------- | -------------- | ------------------------------------------ | ----------------- |
| OF-9                   |                | Général d’armée Генерал армии              | Генерал армии     |
| OF-8                   |                | Général de corps d’armée Корпусный генерал | Генерал-полковник |
| OF-7                   |                | Général de division Дивизионный генерал    | Генерал-лейтенант |
| OF-6                   |                | Général de brigade Бригадный генерал       | Генерал-майор     |

### Офицерский состав
| Код НАТО | Гвардейская жандармерия/ Жандармерия быстрого реагирования | Региональная жандармерия/ Административный/ корпус | Чин ВС Франции/ Русский перевод                         | Звание ВС РФ      |
| -------- | ---------------------------------------------------------- | -------------------------------------------------- | ------------------------------------------------------- | ----------------- |
| OF-5     |                                                            |                                                    | Colonel Полковник                                       | Полковник         |
| OF-4     |                                                            |                                                    | Lieutenant-colonel Подполковник                         | Подполковник      |
| OF-3     |                                                            |                                                    | Commandant Коммандан Chef d’escadron Командир эскадрона | Майор             |
| OF-2     |                                                            |                                                    | Capitaine Капитан                                       | Капитан           |
| OF-1     |                                                            |                                                    | Lieutenant Лейтенант                                    | Старший лейтенант |
| OF-1     |                                                            |                                                    | Sous-lieutenant Подлейтенант                            | Лейтенант         |

### Курсантский состав
| Знаки различия | Чин ВС Франции/ Русский перевод   | Код НАТО        | Звание ВС РФ      |
| -------------- | --------------------------------- | --------------- | ----------------- |
|                | Aspirant Аспирант                 | OF(D)           | Младший лейтенант |
|                | Élève-officier Кандидат в офицеры | Student officer | Курсант           |

### Сержантский и старшинский состав
| Код НАТО | Гвардейская жандармерия/ Жандармерия быстрого реагирования | Региональная жандармерия/ Административный/ корпус | Чин ВС Франции/ Русский перевод                                | Звание ВС Франции                                                         | Звание ВС РФ                         |
| -------- | ---------------------------------------------------------- | -------------------------------------------------- | -------------------------------------------------------------- | ------------------------------------------------------------------------- | ------------------------------------ |
| OR-9     |                                                            |                                                    | Major Майор                                                    | Major Майор                                                               | Старший прапорщик                    |
| OR-9     |                                                            |                                                    | Adjudant-chef Главный старшина                                 | Adjudant-chef Главный старшина                                            | Прапорщик                            |
| OR-8     |                                                            |                                                    | Adjudant Старшина                                              | Adjudant Старшина                                                         | Старшина                             |
| OR-6     |                                                            |                                                    | Maréchal des logis-chef Старший вахмистр                       | Sergent-chef / Maréchal-des-logis-chef Старший сержант / старший вахмистр | Сержант (контрактной службы)         |
| OR-5     |                                                            |                                                    | Gendarme (garde) de carrière Жандарм (охранник) кадровый       | Sergent / Maréchal-des-logis Сержант / вахмистр                           | Младший сержант (контрактной службы) |
| -        |                                                            |                                                    | Gendarme (garde) sous contrat Жандарм (охранник) вольнонаёмный | -                                                                         | -                                    |
| -        |                                                            |                                                    | Élève sous-officier Кандидат в унтер-офицеры                   | -                                                                         | -                                    |

### Призывной состав (до 2010 г.)
| Код НАТО | Знаки различия | Чин ВС Франции/ Русский перевод                      |                                                                 | Звание ВС РФ |
| -------- | -------------- | ---------------------------------------------------- | --------------------------------------------------------------- | ------------ |
| -        |                | Maréchal des logis Вахмистр                          | -                                                               | -            |
| OR-4     |                | Gendarme Adjoint (Brigadier-Chef) Старший бригадир   | Caporal-chef / Brigadier-chef Старший капрал / старший бригадир | Ефрейтор     |
| OR-3     |                | Gendarme Adjoint (Brigadier) Бригадир                | Caporal / Brigadier Капрал / бригадир                           | -            |
| OR-2     |                | Gendarme Adjoint (1ère Classe) Призывник 1-го класса | Soldat de première classe Рядовой первого класса                | -            |
| OR-1     |                | Gendarme Adjoint Жандарм-призывник                   | Soldat Рядовой                                                  | Рядовой      |